# سلطانة (سفينة عمانية)
السفينة سلطانة أول سفينة عُمانية عربية وصلت إلى ميناء نيويورك في الولايات المتحدة الأمريكية في 13 أبريل لعام 1840، في عهد السلطان العماني سعيد بن سلطان (1807-1856). تم بناء السفينة سلطانة في حوض مازاجون لبناء السفن بمدينة بومباي الهندية في عام 1833، وكانت حمولتها القصوى 312 طنا، وقد بنيت في الأصل على الطراز الأوروبي، وزودت بعدد 14 مدفعا كما كانت أشرعتها مربعة الشكل تحملها 3 صوار. وقد أدخلت عليها في كل من بومباي ومطرح المنطقة الساحلية الواقعة على ساحل مسقط جنوب العاصمة العمانية مسقط فيما بعد بعض التعديلات لتكون على الطابع العماني.

## خط سير الرحلة
في الثالث عشر من شهر أبريل لعام 1840 وصلت إلى ميناء نيويورك في الولايات المتحدة الأمريكية أول سفينة عربية. آنذاك، كان سعيد العظيم، كما تشير إليه المصادر الغربية، أو السيد سعيد بن سلطان (1807-1856م) كما تعرفه الوثائق العربية، قد عمل منذ توليه حكم الإمبراطورية العمانية على مواصلة تنشيط التجارة مع العالم كله، ولذلك بنى أسطولا بحريا كبيرا امتد نفوذه في البحر والبر من مسندم في شمال أرض سلطنة عُمان (الآن) حتى ظفار في جنوب شبه الجزيرة العربية، وعلى طول الساحل الإفريقي الشرقي ما بين رأس غردافي في القرن الإفريقي إلى رأس دلجادو على الحدود الشمالية من موزمبيق التي كانت خاضعة للبرتغال.
كان وصول السفينة - التي حملت اسم (سلطانة) - ثمرة معاهدة صداقة وتجارة مع أمريكا، حاملة على متنها سفيره أحمد بن نعمان الكعبي. وقد شهدت هذه الحقبة التي امتدت بين عامي 1838 و1842م تفوق ملاحي عمان في الديبلوماسية والتجارة معًا. واستطاع السيد سعيد بن سلطان أن يقيم علاقات ديبلوماسية مع كل من بريطانيا والولايات المتحدة الأمريكية، مرسلا السفراء العمانيين إلى لندن ونيويورك، مستكملا مسيرة الرحلات العمانية من بحر الصين إلى الاطلسي.

## مرحلة بناء السفينة
ُبنيتْ (سلطانه)، لتكون إحدى الدعائم لأسطول السيد سعيد بن سلطان - في حوض مازاجون لبناء السفن بمدينة بومباي في العام 1833م وكانت حمولتها 312 طنا، وقد بنيت أساسا على الطراز الأوربي ب14مدفعا كما كانت أشرعتها مربعة تحملها ثلاث صوار وقد دخل عليها في كل من بومباي ومطرح (جنوب العاصمة العمانية مسقط) فيما بعد بعض التعديلات ذات الطابع العماني.
وتوثق هيئة هذه السفينة على شواطئ لندن ورصيف مينائها صورتان ; ظهرت الأولى في عدد 18 يونيو 1856م لمجلة أخبار لندن المصورة Illustrated London News بريشة الفنان إدوارد موني، أثناء إفراغ حمولتها من الهدايا التي أرسلها إلى الملكة فيكتوريا السلطان سعيد، بينما تظهر الصورة الأخرى في اللوحة التي رسمها موني لأحمد نعمان الكعبي. وكانت هاتان الصورتان وغيرهما من بين آلاف الوثائق التي سعى إليها الرسام الأمريكي إي هاربر جونسون حين اقتفى أثر التاريخ العماني كله خلال رحلة قطعها في خمس سنوات ظهرت ثمرتها في عدد من اللوحات التفصيلية وضمها كتابه Oman. A Pictorial Resuscitation، أو ما يمكن أن يكون إحياء مصورًا للتاريخ العماني.
ويقول جونسون : وخلال سنوات إقامتي في سلطنة عُمان تسنى لي أن أدرك أمرين; أولهما اهتمام السلطان قابوس نفسه بالتراث (بل وخصص عامًا للاحتفال به)، وعنايته بالفنون أيضا. فديوان البلاط السلطاني يرعى الجمعية العُمانية للفنون التشكيلية، كما أتاح جلالته للعمانيين وضيوفهم فرصة التعرف على مقتنياته من اللوحات النادرة في معرض مفتوح أَمَّتْه أطيافٌ من الزوار في سابقة فريدة، ثم تراه يكرم في قصره أحد الخطاطين وهو الشيخ هلال الرواحي بن الشيخ سالم بن محمد الرواحي، ويمنحه وسام السلطان قابوس من الدرجة الثالثة. أما الأمر الثاني فهو إدراك كل من حول السلطان لقيمة 14 هذا البعد (الفني) في اهتماماته، مما انعكس على كل الخيارات بدءا من احترام النسق المعمارية العربية في البناء، وصولا إلى الجماليات التشكيلية في المطبوعات وهو ما أثمر مثل هذا الكتاب.
يقول عبد العزيز الرواس، مستشار السلطان قابوس للشئون الثقافية، والذي دعا أثناء عمله وزيرا للإعلام إلى إنجاز هذا الكتاب البديع: إن تطور الوطن والحرص على نهضة أبنائه باعتبارهما هدفا راسخا وأساسيا، لم يكونا ليجعلا جلالة السلطان يغفل التأكيد على أهمية الثراء المعرفي لماضي السلطنة العريق. ويضيف الرواس أن الدكتور جونسون المؤلف الموهوب، والمؤرخ المصور لم يكل أو يمل في سعيه لإعادة إضاءة أبرز محطات الرحلة العُمانية في التاريخ، مما يجعل من وثيقته المصورة المدونة بوابة الأجيال العمانية الآن لولوج ماضيها البعيد والقريب.

## نيويورك 1854
وإذا كانت نيويورك قبل 163 عامًا تعيش الاتصال الرسمي الأول مع أبناء العرب، فقد كان الأمر بمنزلة (مفاجأة مثيرة للأمريكيين) كما عبرت صحيفة الهيرالد الصادرة آنذاك. ويقول هرمان فريديك إيلتس واصفا الرحلة في بحثه المهم (سلطانة في نيويورك) المنشور عام 1960 إن لهذه السفينة الفضل الأول في التعرف على الطبيعة العربية مما خلق نوعا من الدهشة لكلا الطرفين، فقد كانت رحلة من المجهول نحو مكان مجهول آخر، من أدغال إفريقيا حيث زنجبار العمانية في ذلك الوقت، باتجاه مجهول آخر، بعمق رحلة قطعتها السفينة العمانية في 20 يوما (لم تتوقف خلالها إلا في مرفأ واحد هو(سانت هيلانة) حيث قام أحمد بن نعمان بزيارة الحاكم زيارة رسمية) في محاولة للتواصل الحضاري مع الآخر. وكان طاقم السفينة يضم تحت شراع التسامح العربي العمانيين من طاقم السفينة ومعهم بعثة النعمان، وبريطانيتان، وفرنسيان، وبرتغالي، فضلا عن بعض البحارة الهنود وسواهم من الأفارقة، وكأنها رسالة حوار متعدد الألسن والأديان، تسعى للتواصل وتكتب على صفحة الماء رسالة عربية أصيلة.
ودعونا نلق نظرة على لوحة جونسون ووثائقه لنرى كيف بدأ الإعداد لإرسال البعثة الديبلوماسية التجارية العمانية على متن السفينة (سلطانة) إلى نيويورك في أوائل العام 1853م، حيث أعيد تجهيز السفينة في بومباي ثم أبحرت في آخر ديسمبر إلى زنجبار. وفي فبراير من العام التالي، أقلعت مع الرياح الشمالية الشرقية إلى نيويورك عن طريق رأس الرجاء الصالح، بما جادت به من أغراض تجارية: تمر وسجاجيد وبن وعاج وصمغ وقرنفل وجلود، كما حملت - بالطبع - إلى جانب ذلك هدايا إلى الرئيس الأمريكي: حصانين ولآلئ وأحجار كريمة وسبيكة من الذهب وسجادة عجمية من حرير وعطر وماء ورد وأكثر من شال كشميري وسيف مذهب. وبرع جونسون في توزيع ذلك كله، بما فيها الصناديق الخشبية التي تحويها على الرصيف حيث يتناوب العمال على نقلها من جوف السفينة.
ولقي أحمد بن نعمان ومساعداه محمد عبد الله ومحمد جمعة ترحيبا وتكريما من أعيان نيويورك، كما تجولوا هناك راكبين القطارات البخارية، وزاروا أحد السجون ومحطة بناء سفن الأسطول وأقيمت لهم مآدب رسمية عديدة. وأدخلت السفينة (سلطانة) على أحد أحواض السفن التابعة للأسطول على نفقة الحكومة الأمريكية إلى أن انتهت الزيارة وجرى التصرف بحمولة المركب حيث وجدت السلع سوقا رائجة، وتم شراء سلع رحلة العودة من قماش وخرز ومنسوجات ملونة وبنادق وبارود، وبنادق مزخرفة وأدوات منزلية.

## هدايا إمام مسقط
كانت مهمة أحمد بن نعمان الديبلوماسية مقصورة على تسليم رسالة إلى الرئيس الأمريكي تعبر عن تمنيات السيد سعيد الطيبة وتقديم الهدايا، وقد رد الرئيس على رسالة السيد سعيد برسالة تفيض ثناء، وأرسل هدايا إليه تضم زورقا فخما مع أربعة مسدسات متعددة الطلقات وبندقيتين متعددتي الطلقات ومرآتين كبيرتين وشمعدانا دقيق الصنعة، وقد نقش على قطع السلاح باللغة العربية (من رئيس الولايات المتحدة الأمريكية إلى إمام مسقط) ويضم المتحف العماني حاليا إحدى هاتين البندقيتين. وفي يوليو 1854م بدأ أحمد بن نعمان يتهيأ لرحلة العودة حيث تم شحن السلع، وإبحار (سلطانة) من ميناء نيويورك في التاسع من أغسطس 1840م. وبعد رحلة طويلة شاقة وصلت السفينة إلى زنجبار في 8 ديسمبر ولم تتوقف خلال الرحلة إلا مرة واحدة في مدينة كيب تاون.
يتذكر الفنان جونسون رحلة البداية: حين كلفني معالي وزير الإعلام بإعادة كتابة تاريخ عُمان مصورًا. كان ذلك بمنزلة تصديق لرؤيا تأخرت كثيرًا، لأن تاريخ البلاد العريق ظل ساكنا في غياهب النسيان لقرون عديدة، وقد سعيت لأعيد نقشه من جديد ليظل حيا للأجيال القادمة. كنت أريد أن أخرج بهذه اللحظات الخالدة من متاهة القِِدَم.
في سبيل إنجازه لما يمكن أن أسميه بالأشرعة الملونة، وصفا للوحاته، تنقل جونسون بين مسقط وصلالة، ومن صور إلى صحار، ورأى نزوى والرستاق، حيث كان يهيئ نفسه عبر الوجوه التي احتفظت بملامح الأجداد، والأماكن التي لا يزال هواء التاريخ يسري بها، ليرسم الإسكتشات التي ستعينه في رحلته. إن لوحة واحدة من لوحات جونسون ربما تستغرق أربعة أعوام، منذ بدء التفكير بها، وصولا إلى مرحلتها النهائية، وهكذا نرى في الكتاب عدة مراحل قبل أن نرى اللوحة النهائية، وكأن الكتاب درس في التشريح والتكوين والتبسيط والاختزال والتركيب الفني، يلتقط موزاييك البانوراما من هنا وهناك ليعيد تركيبه في نسق متكامل يساعده في ذلك حرفية التشخيص، ودقة المؤرخ ودأبه.
يكتب جونسون: لا تستمع إلى نصح وأنت ترسم، فاللوحة هي ثمرة العلاقة بينك وبين روحك المبصرة في أعماقك، وحضور أي طرف ثالث في المعادلة له تأثير مدمر. فالعملية الإبداعية لا تحتاج إلى من يرشدها.
في البداية سنلتقي مع لمحات مطوية من سيرة سلطان عُمان قابوس بن سعيد، مع والده ومع شعبه، أو وهو يمتطي الخيل رياضته الأثيرة، وصولا إلى مشهد من جولته السنوية في سيارته من أدنى البلاد إلى أقصاها. مع طرف من الاحتفالات التقليدية التي شاهدتُ بعضها حيا لا يزال في المدن والموانئ التي زرتها; وجلها احتفالات ورقصات وأهازيج استقبال البحارة أو توديعهم. وفي الكتاب يصور جونسون بعضا من المعارك، التي شكلت جزءا مهما من التاريخ العُماني المقاوم لغزو البرتغاليين.